# Psectrotarsia flava
Psectrotarsia flava är en fjärilsart som beskrevs av Paul Dognin 1907. Psectrotarsia flava ingår i släktet Psectrotarsia och familjen nattflyn. Inga underarter finns listade i Catalogue of Life.